# Episodi di Peep and the Big Wide World (prima stagione)
La prima stagione della serie animata Peep and the Big Wide World, composta da 26 episodi (52 segmenti), è stata trasmessa negli Stati Uniti d'America da Discovery Kids dal 12 aprile 2004 al 17 maggio 2004.
In Italia la stagione è stata trasmessa dal 22 maggio 2005 su RaiSat Ragazzi.
| nº  | Titolo originale              | Titolo italiano               | Prima TV USA   | Prima TV Italia |
| --- | ----------------------------- | ----------------------------- | -------------- | --------------- |
| 1   | Spring Thing                  |                               | 12 aprile 2004 | 22 maggio 2005  |
| 1   | Springy Thingy                |                               | 12 aprile 2004 | 22 maggio 2005  |
| 2   | A Duck's Tale                 |                               | 13 aprile 2004 | 23 maggio 2005  |
| 2   | Quack's Tracks                |                               | 13 aprile 2004 | 23 maggio 2005  |
| 3   | Quack and the Very Big Rock   |                               | 14 aprile 2004 | 24 maggio 2005  |
| 3   | Shadow Play                   |                               | 14 aprile 2004 | 24 maggio 2005  |
| 4   | Current Events                | La corrente                   | 15 aprile 2004 | 25 maggio 2005  |
| 4   | Quack Loses His Hat           | Quack perde il suo cappello   | 15 aprile 2004 | 25 maggio 2005  |
| 5   | Night Light                   | Luce notturna                 | 16 aprile 2004 | 26 maggio 2005  |
| 5   | Sounds Like...                | Questo rumore è...            | 16 aprile 2004 | 26 maggio 2005  |
| 6   | The Windy Day                 |                               | 19 aprile 2004 | 29 maggio 2005  |
| 6   | Peep Feet                     |                               | 19 aprile 2004 | 29 maggio 2005  |
| 7   | Newton's Big Adventure        | La grande avventura di Newton | 20 aprile 2004 | 30 maggio 2005  |
| 7   | Peep Crosses the Road         | Peep attraversa la strada     | 20 aprile 2004 | 30 maggio 2005  |
| 8   | Stormy Weather                | Tempo burrascoso              | 21 aprile 2004 | 31 maggio 2005  |
| 8   | Peep in Rabbitland            | Peep a conigliolandia         | 21 aprile 2004 | 31 maggio 2005  |
| 9   | Quack's Stuck Stick           | Il ramo di Quack              | 22 aprile 2004 | 1⁰ giugno 2005  |
| 9   | Peep's Can                    | La lattina di Peep            | 22 aprile 2004 | 1⁰ giugno 2005  |
| 10  | Under Duck                    | Anatra sott'acqua             | 23 aprile 2004 | 2 giugno 2005   |
| 10  | All Fall Down                 | Tutto cade giù                | 23 aprile 2004 | 2 giugno 2005   |
| 11  | The Perils of Peep and Chirp  |                               | 26 aprile 2004 | 5 giugno 2005   |
| 11  | Hoop Tricks                   |                               | 26 aprile 2004 | 5 giugno 2005   |
| 12  | Save It For Later             |                               | 27 aprile 2004 | 6 giugno 2005   |
| 12  | The Red Ballmoon              |                               | 27 aprile 2004 | 6 giugno 2005   |
| 13  | Chirp Builds a Nest           |                               | 28 aprile 2004 | 7 giugno 2005   |
| 13  | Stuck Duck                    |                               | 28 aprile 2004 | 7 giugno 2005   |
| 14  | The Real Decoy                |                               | 29 aprile 2004 | 8 giugno 2005   |
| 14  | Peep's Lost Leaf              |                               | 29 aprile 2004 | 8 giugno 2005   |
| 15  | Birds of a Feather            |                               | 30 aprile 2004 | 9 giugno 2005   |
| 15  | The Incredible Shrinking Duck |                               | 30 aprile 2004 | 9 giugno 2005   |
| 16  | Go West Young Peep            |                               | 3 maggio 2004  | 12 giugno 2005  |
| 16  | A Delicate Balance            |                               | 3 maggio 2004  | 12 giugno 2005  |
| 17  | The Fish Museum               |                               | 4 maggio 2004  | 13 giugno 2005  |
| 17  | Peep's Night Out              |                               | 4 maggio 2004  | 13 giugno 2005  |
| 18  | There's No Place Like Home    |                               | 5 maggio 2004  | 14 giugno 2005  |
| 18  | Flipping Newton               |                               | 5 maggio 2004  | 14 giugno 2005  |
| 19  | Chirp's Flight Program        |                               | 6 maggio 2004  | 15 giugno 2005  |
| 19  | Mirror Mirror in the Dump     |                               | 6 maggio 2004  | 15 giugno 2005  |
| 20  | Bridge the Gap                |                               | 7 maggio 2004  | 16 giugno 2005  |
| 20  | Meeting Half-Way              |                               | 7 maggio 2004  | 16 giugno 2005  |
| 21a | Peep Plants a Seed            |                               | 10 maggio 2004 |                 |
| 21b | The Root Problem              |                               | 10 maggio 2004 |                 |
| 22a | Hide and Go Peep              |                               | 11 maggio 2004 |                 |
| 22b | A Peep of a Different Color   |                               | 11 maggio 2004 |                 |
| 23a | That's a Cat                  |                               | 12 maggio 2004 |                 |
| 23b | Faster than a Duck            |                               | 12 maggio 2004 |                 |
| 24a | Quack Hatches an Egg          |                               | 13 maggio 2004 |                 |
| 24b | The Whatchamacallit           |                               | 13 maggio 2004 |                 |
| 25a | Wandering Beaver              |                               | 14 maggio 2004 |                 |
| 25b | Peep's New Friend             |                               | 14 maggio 2004 |                 |
| 26a | The Trip to Green Island      |                               | 17 maggio 2004 |                 |
| 26b | Give Me a Call                |                               | 17 maggio 2004 |                 |